# Hakui
Hakui (羽咋市, Hakui-shi) est une ville située dans la préfecture d'Ishikawa, au Japon.

## Géographie

### Localisation
Hakui est située dans le sud-ouest de la péninsule de Noto, au bord de la mer du Japon.

### Municipalités limitrophes
| mer du Japon | Shika          | Nakanoto       |
| mer du Japon | Hakui          | Himi           |
| mer du Japon | Hōdatsushimizu | Hōdatsushimizu |

### Démographie
En mars 2021, la population était de 20 872 habitants, répartis sur une superficie de 81,85 km2 (densité de population d'environ 255 hab./km2).

### Climat
Hakui a un climat continental humide caractérisé par des étés doux et des hivers froids avec de fortes chutes de neige. La température moyenne annuelle à Hakui est de 13,9 °C. La pluviométrie annuelle moyenne est de 2 452 mm, septembre étant le mois le plus humide. Les températures sont les plus élevées en moyenne en août, autour de 26,4 °C, et les plus basses en janvier, autour de 4,0 °C.

## Histoire
Le bourg moderne de Hakui a été créé le 1er avril 1889. Il obtient le statut de ville en 1958.

## Transports
Hakui est desservie par la ligne Nanao de la JR West.

## Jumelage
Hakui est jumelée avec Tongzhou en Chine.